# Danssport op de Aziatische Indoorspelen
Dansen is een van de sporten die worden beoefend tijdens de Aziatische Indoorspelen. Het is een van de sporten die er sinds het begin op het programma staat.

## Latijns-Amerikaanse dans

### Vijf dansen
| Jaar         | Goud                       | Land  | Zilver                                | Land       | Brons                      | Land       |
| ------------ | -------------------------- | ----- | ------------------------------------- | ---------- | -------------------------- | ---------- |
| 2005 details | Masaki Seko en Chiaki Seko | Japan | Lu Ning en Wei Wei                    | China      | Park Ji-Woo en Park Ji-Eun | Zuid-Korea |
| 2007 details | Masaki Seko en Chiaki Seko | Japan | Boris Maltsev en Zarina Shamsutdinova | Kazachstan | Wang Wei en Chen Jin       | China      |

### Chachacha
| Jaar         | Goud                                  | Land       | Zilver                  | Land  | Brons                        | Land       |
| ------------ | ------------------------------------- | ---------- | ----------------------- | ----- | ---------------------------- | ---------- |
| 2005 details | Wang Wei en Chen Jin                  | China      | Wei Bin en Liu Xiaoting | China | Jung Hi-Jung en Kim Hyun-Jin | Zuid-Korea |
| 2007 details | Boris Maltsev en Zarina Shamsutdinova | Kazachstan | Wang Wei en Chen Jin    | China | Xie Wenchao en Lai Sha       | China      |

### Jive
| Jaar         | Goud                       | Land  | Zilver                 | Land  | Brons                                             | Land     |
| ------------ | -------------------------- | ----- | ---------------------- | ----- | ------------------------------------------------- | -------- |
| 2005 details | Masaki Seko en Chiaki Seko | Japan | Wang Wei en Chen Jin   | China | Theerawut Thommuangpak en Phutthinat Khanitnusorn | Thailand |
| 2007 details | Masaki Seko en Chiaki Seko | Japan | Hou Yao en Zhuang Ting | China | Xie Wenchao en Lai Sha                            | China    |

### Paso doble
| Jaar         | Goud                          | Land           | Zilver                                    | Land       | Brons                 | Land  |
| ------------ | ----------------------------- | -------------- | ----------------------------------------- | ---------- | --------------------- | ----- |
| 2005 details | Wang Yu-Hung en Hsiao Yuan-Ju | Chinees Taipei | Watcharakorn Suasuebpun en Warapa Jumbala | Thailand   | Zhao Yao en Zhu Lin   | China |
| 2007 details | Masaki Seko en Chiaki Seko    | Japan          | Boris Maltsev en Zarina Shamsutdinova     | Kazachstan | Hou Yinshan en Fu Yue | China |

### Rumba
| Jaar         | Goud                     | Land  | Zilver                     | Land       | Brons                                             | Land     |
| ------------ | ------------------------ | ----- | -------------------------- | ---------- | ------------------------------------------------- | -------- |
| 2005 details | Lu Ning en Wei Wei       | China | Park Ji-Woo en Park Ji-Eun | Zuid-Korea | Theerawut Thommuangpak en Phutthinat Khanitnusorn | Thailand |
| 2007 details | Fan Wenbo en Chen Shiyao | China | Zhao Yao en Chen Bei       | China      | Watcharakorn Suasuebpun en Warapa Jumbala         | Thailand |

### Samba
| Jaar         | Goud                     | Land  | Zilver                  | Land  | Brons                                     | Land     |
| ------------ | ------------------------ | ----- | ----------------------- | ----- | ----------------------------------------- | -------- |
| 2005 details | Li Wen en Xu Zhuoya      | China | Wei Bin en Liu Xiaoting | China | Watcharakorn Suasuebpun en Warapa Jumbala | Thailand |
| 2007 details | Fan Wenbo en Chen Shiyao | China | Hou Yinshan en Fu Yue   | China | Yutaka Kubota en Miyuki Kubota            | Japan    |

## Standaarddansen

### Vijf dansen
| Jaar         | Goud                     | Land  | Zilver                                   | Land       | Brons                        | Land  |
| ------------ | ------------------------ | ----- | ---------------------------------------- | ---------- | ---------------------------- | ----- |
| 2005 details | Zhou Jitian en Sun Yajie | China | Kazuki Sugaya en Ikuyo Ozaki             | Japan      | Takeo Wachi en Kiriko Wachi  | Japan |
| 2007 details | Lu Jie en Peng Ding      | China | Yevgeniy Plokhikh en Yelena Klyuchnikova | Kazachstan | Kazuki Sugaya en Ikuyo Ozaki | Japan |

### Quickstep
| Jaar         | Goud                            | Land  | Zilver                       | Land       | Brons                    | Land  |
| ------------ | ------------------------------- | ----- | ---------------------------- | ---------- | ------------------------ | ----- |
| 2005 details | Ryo Yoshikawa en Nao Shirai     | Japan | Yun Hak-Jun en Park Eun-Jung | Zuid-Korea | Wu Zhian en Zheng Cen    | China |
| 2007 details | Masayuki Ishihara en Ayama Kubo | Japan | Dang Qi en Niu Jia           | China      | Li Sicheng en Zhou Manni | China |

### Slowfox
| Jaar         | Goud                        | Land  | Zilver                          | Land  | Brons                             | Land       |
| ------------ | --------------------------- | ----- | ------------------------------- | ----- | --------------------------------- | ---------- |
| 2005 details | Takeo Wachi en Kiriko Wachi | Japan | Shen Hong en Liang Yujie        | China | Anton Mayantsev en Irina Gareyeva | Kazachstan |
| 2007 details | Wu Zhian en Zheng Cen       | China | Masayuki Ishihara en Ayama Kubo | Japan | Shen Hong en Liang Yujie          | China      |

### Tango
| Jaar         | Goud                     | Land  | Zilver                                   | Land       | Brons                        | Land  |
| ------------ | ------------------------ | ----- | ---------------------------------------- | ---------- | ---------------------------- | ----- |
| 2005 details | Wu Zhian en Zheng Cen    | China | Yevgeniy Plokhikh en Yelena Klyuchnikova | Kazachstan | Akira Ito en Yukiko Miyamoto | Japan |
| 2007 details | Shen Hong en Liang Yujie | China | Masayuki Ishihara en Ayama Kubo          | Japan      | Li Sicheng en Zhou Manni     | China |

### Weense wals
| Jaar         | Goud                                     | Land       | Zilver                                  | Land       | Brons                               | Land  |
| ------------ | ---------------------------------------- | ---------- | --------------------------------------- | ---------- | ----------------------------------- | ----- |
| 2005 details | Zhao Lei en Wang Yang                    | China      | Khamit Bekezhanov en Natalya Menshikova | Kazachstan | Ryo Yoshikawa en Nao Shirai         | Japan |
| 2007 details | Yevgeniy Plokhikh en Yelena Klyuchnikova | Kazachstan | Lu Jie en Peng Ding                     | China      | Tsuyoshi Nukina en Mariko Shibahara | Japan |

### Engelse wals
| Jaar         | Goud                         | Land  | Zilver                             | Land       | Brons                        | Land  |
| ------------ | ---------------------------- | ----- | ---------------------------------- | ---------- | ---------------------------- | ----- |
| 2005 details | Kazuki Sugaya en Ikuyo Ozaki | Japan | Bogdan Taranyuk en Karina Bakenova | Kazachstan | Shen Hong en Liang Yujie     | China |
| 2007 details | Wu Zhian en Zheng Cen        | China | Dang Qi en Niu Jia                 | China      | Kazuki Sugaya en Ikuyo Ozaki | Japan |